# Steve Lee
Pour les articles homonymes, voir Lee.
Ne doit pas être confondu avec Steven Lee.
Stefan Alois (Steve) Lee, né dans le canton de Zurich le 5 août 1963 et mort proche de Mesquite le 5 octobre 2010, était le chanteur du groupe de rock suisse Gotthard.

## Biographie
Son père était citoyen britannique et sa mère Suissesse. Il grandit dans le canton du Tessin, où il fait un apprentissage d'orfèvre.
Fait partie du groupe Sandy & Cromo en 1984 (LP Simple Fantasy).
En 1988, il rejoint le groupe Forsale.
En 1992, avec le guitariste Leo Leoni, le bassiste Marc Lynn et le batteur Hena Habbeger, ils créent Gotthard, en référence au massif du Saint-Gothard. C'est aussi en 1992 que son groupe sort son premier album Gotthard. Le groupe a sorti 9 albums.
Il parlait couramment l'italien, le suisse-allemand, l'anglais, l'allemand et le français.

## Influences
Les influences musicales de Steve Lee incluaient Led Zeppelin, AC/DC, Whitesnake, Deep Purple, Bon Jovi, Van Halen et Aerosmith. Steve Lee avait un timbre de voix proche de celui de David Coverdale, chanteur de Whitesnake, dont Gotthard a régulièrement fait la première partie.

## Mort
Le 5 octobre 2010, alors que Steve Lee effectuait une virée dans le Sud-Ouest Américain en Harley-Davidson avec des amis. Le groupe, constitué d'une vingtaine de motards, s'arrête sur le bas-côté de la route pour enfiler des vêtements de pluie. La remorque d'un poids lourd, dont le chauffeur n'a pas réussi à maintenir la trajectoire, percute plusieurs moto dont l'une vient frapper mortellement le chanteur. Il meurt sur les lieux de l'accident (Interstate 15 à quelques kilomètres de Mesquite/Nevada) 20 minutes après le drame,.